# 文華餐廳
文華餐廳（英語：Mandarin Restaurant）是一家加拿大連鎖自助中餐廳，由台灣裔加拿大人邱鴻明、邱映明、周如鳳和张焜築於1979年創立，總部位於安大略省布蘭普頓。

## 外部連結
- Home - Mandarin （页面存档备份，存于）